# 巨鹿県 (江蘇省)
巨鹿県（きょろく-けん）は中華人民共和国江蘇省淮安市にかつて存在した県。現在の盱眙県の一部に相当する。

## 歴史
南北朝時代、東魏により設置され、安遠郡に郡治とされた。北斉により廃止されている。